# Albersbach (Markt Indersdorf)
Albersbach ist ein Gemeindeteil von Markt Indersdorf im oberbayerischen Landkreis Dachau. Der Weiler liegt circa eineinhalb Kilometer südwestlich von Indersdorf und ist über die Kreisstraße DAH 17 zu erreichen.
Der Ort wurde 1200 als „Algottespach“  erstmals erwähnt.

## Baudenkmäler

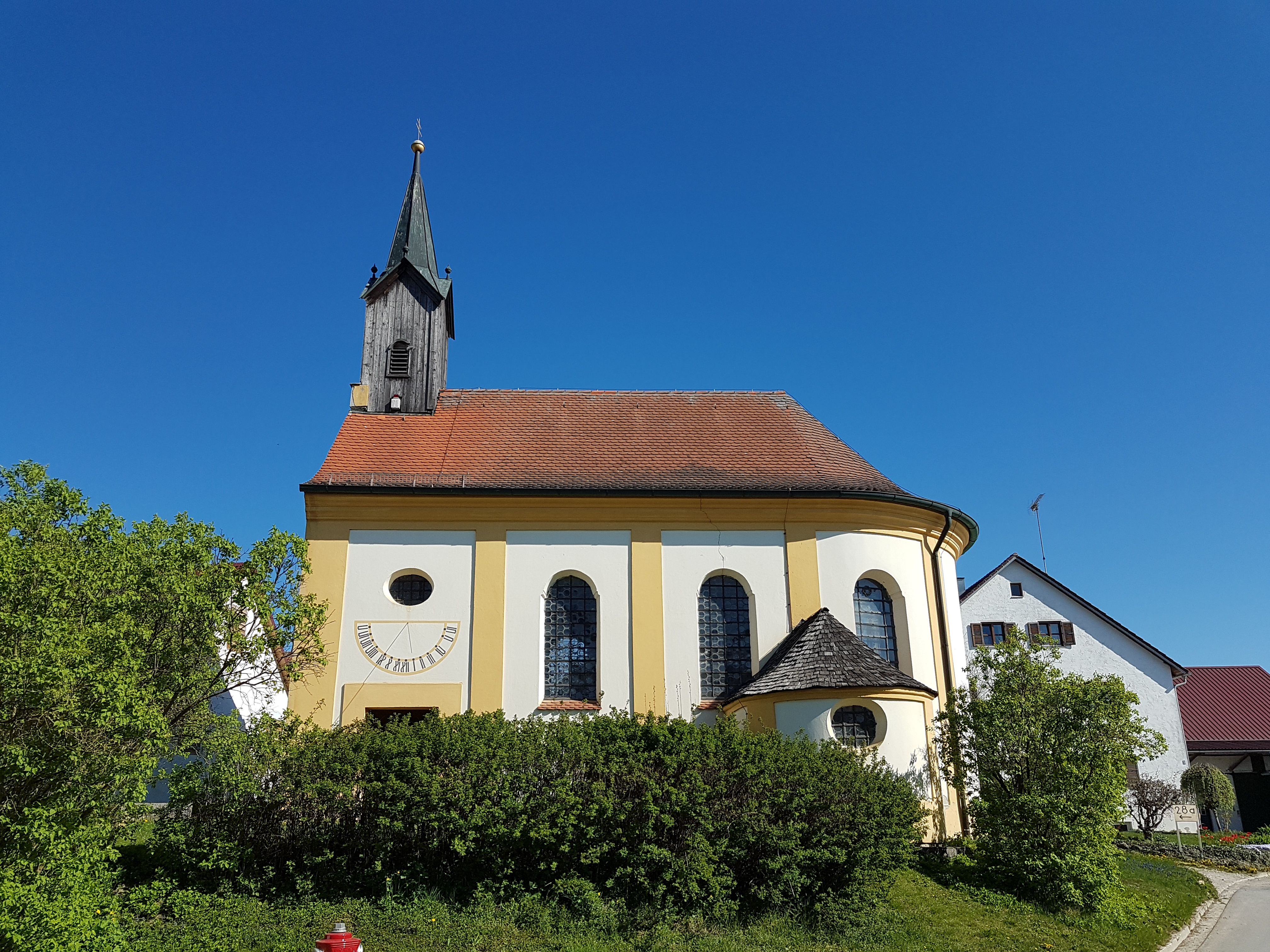
Filialkirche Heilig Kreuz

Siehe auch: Liste der Baudenkmäler in Albersbach
- Katholische Filialkirche Heilig Kreuz